# Acacia kimberleyensis
Acacia kimberleyensis är en ärtväxtart som beskrevs av William Vincent Fitzgerald. Acacia kimberleyensis ingår i släktet akacior, och familjen ärtväxter. Inga underarter finns listade i Catalogue of Life.